# Butroxydim
Butroxydim ist ein Pflanzenschutzwirkstoff aus der Gruppe der Herbizide, der zur Bekämpfung von Unkräutern eingesetzt wird.

## Geschichte
Der Wirkstoff Butroxydim wurde 1995 erstmals auf den Markt gebracht.

## Eigenschaften
In Australien wurde beobachtet, dass die Herbizidresistenz bei einer Reihe von Unkrautarten zugenommen hat. Studien zeigten ein hohes Maß an Resistenz gegen Clethodim, während die Resistenz gegen Butroxydim moderat ausfiel. Dagegen wurde die Mischung aus Clethodim und Butroxydim als sehr wirksam bei der Abschwächung von Herbizidresistenzen beurteilt.
In weiteren Feldstudien konnte gezeigt werden, dass die Kombination aus Clethodim und Butroxydim die Pflanzendichte von Weidelgras um 60–80 % verringert und zu einem der höchsten Erträge bei Ackerbohnen führt.

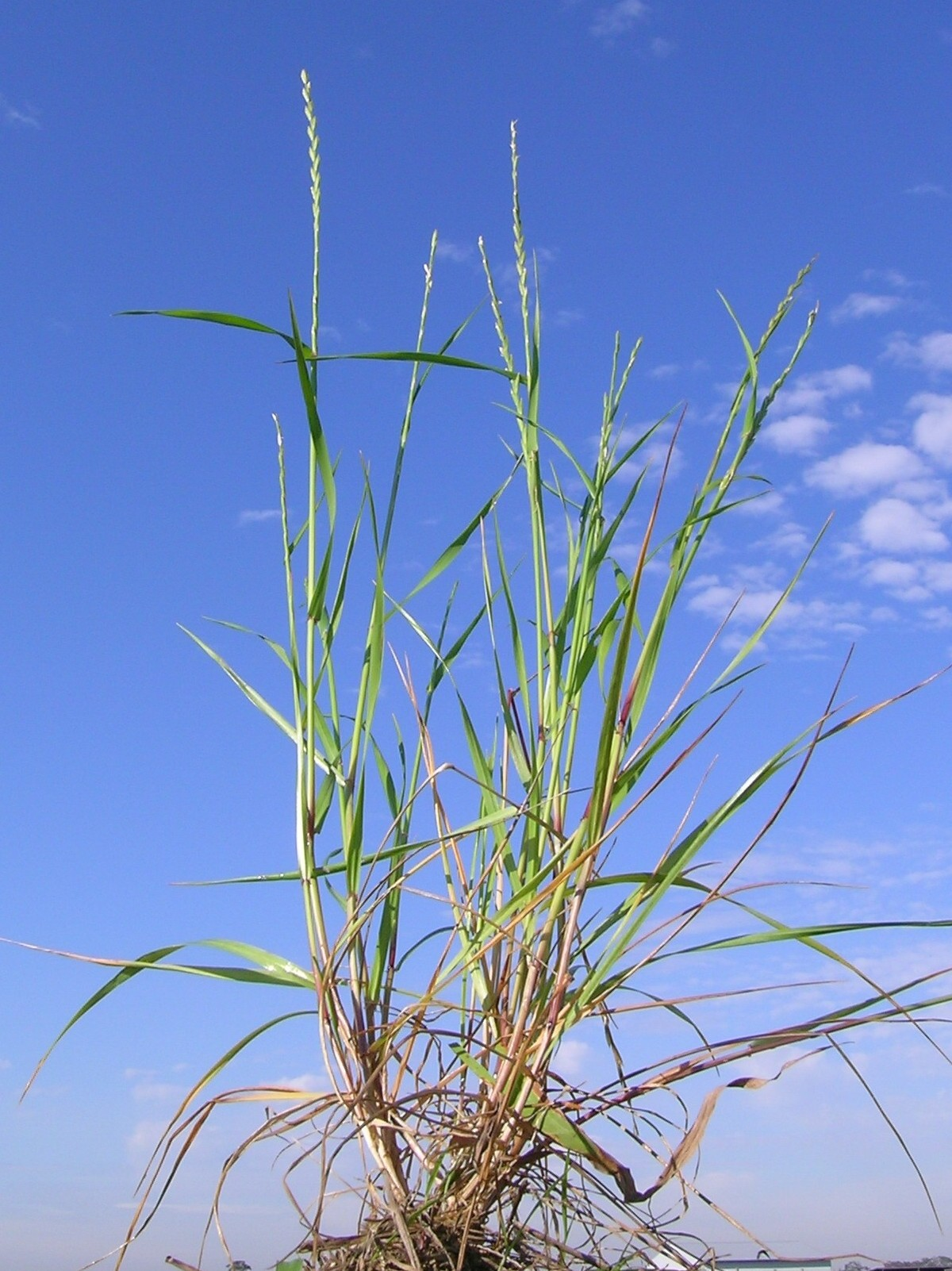
Weidelgras (Lolium rigidum)
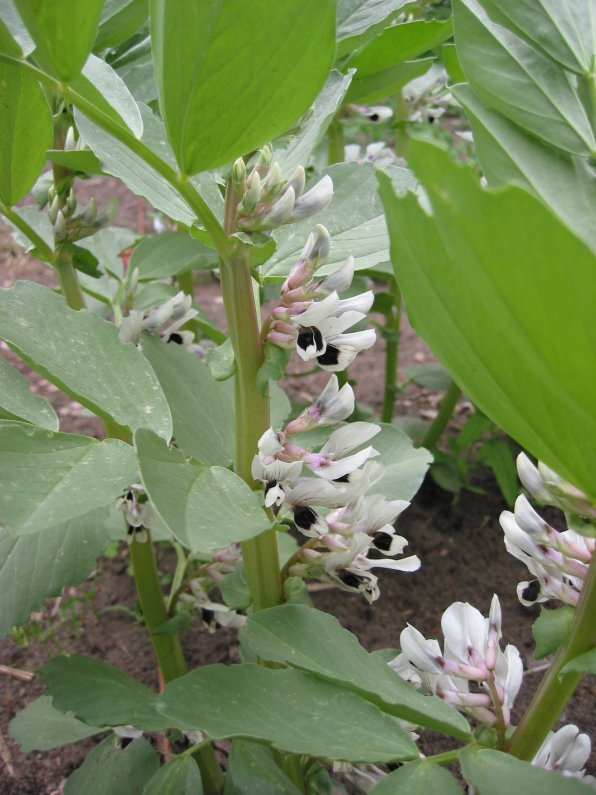
Ackerbohne (Vicia faba)

## Handelsnamen
Ein Pflanzenschutzmittel mit dem Wirkstoff Butroxydim wird unter den Handelsnamen Factor, Falcon oder Fusion vermarktet.